# John Morgan (avocat)
Pour les articles homonymes, voir John Morgan.
John Bryan Morgan (né le 31 mars 1956) est un avocat américain. Il est surtout connu comme fondateur du cabinet d'avocats Morgan & Morgan, spécialisé dans les dommages corporels.

## Biographie
John Morgan est né le 31 mars 1956 à Lexington (Kentucky), aîné de cinq enfants, de Ramon Morgan et Patricia Morgan.Lorsque Morgan a quatorze ans, sa famille déménage à Winter Park, en Floride. Morgan a commencé à occuper divers emplois dès son plus jeune âge, car sa famille avait des difficultés financières,. En 1974, il entre à l'université de Floride, où il obtient une licence en arts en 1978. Il fait une pause de 18 mois en vendant des publicités pour financer ses études à la faculté de droit Levin de l'université de Floride. Il obtient le titre de Juris Doctor en 1982. Pendant ses études, il est élu président de la Florida Blue Key Society. John Morgan rencontre sa femme, Ultima Degnan, pendant ses études de droit. Ils se marient en mai 1982. John Morgan et Ultima Ann Degnan ont quatre enfants.

## Carrière

### Début de carrière juridique
Après avoir obtenu son diplôme de droit en 1982, John Morgan a commencé sa carrière juridique au sein du cabinet Billings, Morgan (aucun lien de parenté) et Cunningham à Orlando. Il le quitte en 1985 pour cofonder le cabinet d'avocats Griffin, Morgan & Linder, un partenariat qui a duré trois ans. Selon Florida Trend, les associés avaient des points de vue différents sur le marketing. En particulier, Morgan insistait pour faire de la publicité à la télévision, ce qui, à l'époque, était une pratique controversée pour les avocats.

### Morgan & Morgan
De 1988 à 2005, John Morgan a été l'un des associés fondateurs du cabinet Morgan, Colling & Gilbert. En 1989, le cabinet d'avocats a commencé à faire de la publicité agressive à la télévision et à la radio, au grand dam de la communauté juridique. La société s'est également efforcée d'attirer les meilleurs jeunes avocats dd'autres cabinets. Au début des années 2000, le cabinet s'est développé dans toute la Floride avec 420 employés, et en 2013, la société comptait 260 avocats parmi 1 800 employés en Floride, en Géorgie, au Mississippi, au Kentucky et à Manhattan.
En 2005, John Morgan a racheté la part de ses partenaires dans la société et a rebaptisé le cabinet Morgan & Morgan, ajoutant également sa femme Ultima en tant qu'associée. Trois de ses enfants, Matt, Mike et Dan, ont ensuite rejoint le cabinet.
Le cabinet se présente comme « le plus grand cabinet d'avocats américain spécialisé dans les dommages corporels ». Morgan & Morgan a son siège à Orlando. En 2022, le cabinet comptait plus de 3 000 employés, dont 800 avocats, dans 49 états. 
En août 2022, John Morgan a joué dans la publicité de son entreprise en utilisant le métavers.

## Politique
John Morgan est un donateur important du parti démocrate,. Il a été président des finances de l'État de l'ancien président Bill Clinton.
Il a déclaré en novembre 2016 qu'il envisageait de se présenter au poste de gouverneur de Floride lors de l'élection de 2018. Le 24 novembre 2017, il a annoncé sur Twitter qu'il était désillusionné par l'état actuel de la politique américaine et qu'il quittait le Parti démocrate pour s'inscrire en tant qu'indépendant. Il a également critiqué le Comité national démocrate pour avoir soutenu Hillary Clinton avant la fin des primaires démocrates en 2016.
John Morgan a été conseiller et collecteur de fonds pour Bill Clinton, Barack Obama, Hillary Clinton et Nancy Pelosi.
John Morgan a fait un don à la campagne présidentielle d'Hillary Clinton en 2016. Il a donné 355 000 dollars au Biden Victory Fund en août 2020. Morgan est proche du frère cadet de Joe Biden, Frank Biden. Morgan a emmené Frank Biden à l'inauguration de Joe Biden dans son jet privé. Morgan a déclaré avoir parlé à Frank Biden des possibilités d'emploi chez Morgan & Morgan.

### Légalisation de la marijuana à des fins médicales
Motivé par la paralysie de son jeune frère Tim Morgan et sa lutte contre le cancer, John Morgan s'est impliqué dans les efforts de légalisation de la marijuana médicale en Floride depuis 2013,, Morgan participe depuis 2013 aux efforts visant à légaliser la marijuana médicale en Floride. La marijuana médicale est apparue sous la forme de l'amendement 2 de la Floride sur le bulletin de vote de novembre 2016. Morgan a contribué aux efforts en faveur du « oui » en faisant un don de 6,5 millions de dollars et en diffusant des publicités télévisées et radiophoniques soutenant personnellement la mesure.
John Morgan a organisé la campagne United for Care et a participé à la modification du libellé de l'amendement 2. L'usage médical du cannabis en Floride a été légalisé en 2016 par le biais d'un amendement constitutionnel. Figurant sur le bulletin de vote sous le nom d'amendement 2, l'initiative a été approuvée avec 71 % des voix. John Morgan et Jimmy Buffett sont associés dans une entreprise de marijuana médicale appelée « Coral Reefer ».

### 2020: Amendement 2 de la Floride
Morgan & Morgan a contribué à hauteur de 1,5 million de dollars à une proposition d'amendement constitutionnel en Floride visant à augmenter le salaire horaire minimum à 15 dollars. Il s'est notamment engagé à dépenser 1 million de dollars pour porter le salaire minimum en Floride à 15 dollars. Morgan & Morgan a été l'un des principaux donateurs du comité politique Florida for a Fair Wage, en donnant la majeure partie des 4,15 millions de dollars collectés par la campagne. En octobre 2019, Morgan a annoncé qu'il avait recueilli suffisamment de signatures pour que l'amendement sur le salaire minimum soit inscrit sur le bulletin de vote en novembre 2020. L'amendement a été adopté le 3 novembre 2020, par le biais d'un référendum à l'échelle de l'État, en même temps que d'autres élections. L'amendement prévoit d'augmenter le salaire minimum horaire de l'état à 15 dollars d'ici 2026,.
Orlando Weekly a rapporté que certains employés de Morgan & Morgan gagnaient moins de 15 dollars de l'heure. Interrogé par Orlando Weekly, John Morgan a déclaré : « Je vois bien où vous voulez en venir avec cette histoire, et c'est de la foutaise ». Il a ajouté que bon nombre des employés de son centre d'appel commençaient avec un salaire annuel de 25 000 dollars (un salaire horaire de 15 dollars équivaut à environ 31 200 dollars par an). Morgan a déclaré que le taux de rotation des employés de son centre d'appel est très élevé au cours des six premiers mois, mais que ceux qui restent gagnent en moyenne 35 000 dollars par an.

## Philanthropie et autres activités
John Morgan est un investisseur immobilier qui a acheté des terrains, des hôtels, des restaurants et des centres commerciaux. La valeur nette estimée de Morgan se situe entre 500 millions de dollars à 730 millions de dollars. John Morgan et son épouse comptent parmi les principaux donateurs et collecteurs de fonds à l'origine de l'ouverture de Boys Town Orlando et de l'Annunciation Catholic Academy à Altamonte Springs. En 2013, le couple fait don de 2 millions de dollars à la banque alimentaire Second Harvest de Floride centrale. En 2015, les Morgan se sont engagés à verser 1 million de dollars pour la construction d'un centre d'hébergement pour les victimes d'abus domestiques, Harbor House, d'une valeur de 7,4 millions de dollars. Parmi les autres dons, citons[style à revoir] 1 million de dollars à la faculté de droit de l'université de Floride, 1 million de dollars à l'association d'aide aux sans-abri Community Resource Network, 2 millions de dollars pour la construction de l'entrepôt central de la banque alimentaire Second Harvest et 1 million de dollars pour la construction d'un nouveau centre d'accueil pour les victimes de violences domestiques à Harbor House.
John Morgan est le fondateur de WonderWorks, PMP Marketing Group, ClassAction.com et Abogados.com. Il est également partenaire de la société de logiciels juridiques Litify.

## Publications
- You Can't Teach Hungry: Creating the Multimillion Dollar Law Firm, E.O. Painter Printing Company (2011)[25],[2]